# Ričardas Piličiauskas
Ričardas Piličiauskas (* 1969 in Alytus, Litauen) ist ein litauischer Jurist, Richter und Gerichtspräsident des Obersten Verwaltungsgerichts Litauens (Lietuvos vyriausiasis administracinis teismas).

## Biografie
Nach dem Abitur 1987 an der 5. Mittelschule Alytus absolvierte er 1993 das Studium der Rechtswissenschaften an der Universität Vilnius. Von 1993 bis 1994 war er Jurist von UAB „Auditoriai ir konsultantai“, von September 1993 bis Mai 1995 Assistent des Lehrstuhls für Rechtstheorie und Rechtsgeschichte der Rechtsfakultät der Universität Vilnius, von März 1995 bis Mai 1995 Gehilfe des Rechtsausschusses Seimas'. Von 1995 bis 1999 war er Richter des 2. Amtsgerichts Vilnius und von 1999 bis 2000 Richter des Aukštesnysis administracinis teismas. Von 2000 bis 2008 war Richter des Obersten Verwaltungsgerichts. Seit 2008 ist er stellvertretender Gerichtspräsident und kommissarischer Gerichtspräsident.